# دوغلاس ميتشيل (كيميائي)
دوغلاس ميتشيل (بالإنجليزية: Douglas Mitchell)‏ هو كيميائي أمريكي، ولد في 1980.